# Home (альбом Dixie Chicks)
| Совокупная оценка    | Совокупная оценка |
| Источник             | Оценка            |
| -------------------- | ----------------- |
| Metacritic           | (75/100)          |
| Оценки критиков      |                   |
| Источник             | Оценка            |
| About.com            | [ 2 ]             |
| Allmusic             | [ 3 ]             |
| The Austin Chronicle | [ 4 ]             |
| Billboard            | (favorable)       |
| Blender              | [ 1 ]             |
| E! Online            | B                 |
| Entertainment Weekly | A                 |
| PopMatters           | [ 7 ]             |
| Robert Christgau     | [ 8 ]             |
| Rolling Stone        | [ 9 ]             |

Home — шестой студийный альбом американской кантри-группы Dixie Chicks, вышедший 27 августа 2002 года на лейбле Monument и Columbia Nashville. Продюсерами были Dixie Chicks и Ллойд Майнес. Диск возглавил общеамериканский хит-парад Billboard 200 (во второй раз в их карьере), кантри-чарт Top Country Albums (третий их кантри № 1), а также получил четыре премии Грэмми (и спустя два года ещё одну, пятую), в том числе в категории Лучший альбом в стиле кантри. Также диск был номинирован Country Music Association Awards (Альбом года) и назван Лучшим кантри-альбомом десятилетия («Country’s Best Albums of the Decade») изданиями Rhapsody и Country Universe.

## Об альбоме
Альбом получил положительные отзывы музыкальных критиков.
В феврале 2003 года альбом был номинирован на музыкальную премию Грэмми в 6 категориях и победил в четырёх: Лучший альбом в стиле кантри (это третья из их 4 наград в этой номинации: победы одержали их диски Wide Open Spaces в 2000, Fly в 2001,  и Taking the Long Way в 2007), Лучшее выступление кантри-группы с вокалом (где они 5-кратные победители: в 1999 за «There’s Your Trouble», в 2000 за «Ready to Run», в 2003 за «Long Time Gone», в 2005 за «Top of the World» и в 2007 за «Not Ready to Make Nice»), Best Recording Package, Best Country Instrumental Performance (за «Lil' Jack Slade»). Также были номинации Альбом года (вторая в карьере), Лучшая кантри-песня (за Long Time Gone), Best Engineered Album, Non-Classical; и два года спустя была ещё одна номинация и победа Лучшее выступление кантри-группы с вокалом за исполнение «Top of the World». Альбом пробыл 19 недель на № 1 в кантри-чарте (Billboard Top Country Albums) и 4 недели № 1 в Billboard 200.
Альбом был назван Крейгом Шелбурном (CMT) одним из лучших кантри-альбомов десятилетия. Издание Engine 145 назвало диск под № 4 в списке «Top Country Albums of the Decade». Журнал Entertainment Weekly включил альбом в свой список итогов десятилетия.

## Список композиций
| №   | Название                                                           | Автор(ы)                                         | Длительность |
| --- | ------------------------------------------------------------------ | ------------------------------------------------ | ------------ |
| 1.  | «Long Time Gone»                                                   | Darrell Scott                                    | 4:10         |
| 2.  | «Landslide»                                                        | Stevie Nicks                                     | 3:50         |
| 3.  | «Travelin' Soldier»                                                | Bruce Robison                                    | 5:43         |
| 4.  | «Truth No. 2»                                                      | Patty Griffin                                    | 4:28         |
| 5.  | «White Trash Wedding»                                              | Martie Maguire, Natalie Maines, Emily Robison    | 2:21         |
| 6.  | «A Home»                                                           | Maia Sharp, Randy Sharp                          | 4:56         |
| 7.  | «More Love»                                                        | Gary Nicholson, Tim O'Brien                      | 5:07         |
| 8.  | «I Believe in Love»                                                | Maguire, Maines, Marty Stuart                    | 4:14         |
| 9.  | «Tortured, Tangled Hearts»                                         | Maguire, Maines, Stuart                          | 3:40         |
| 10. | «Lil' Jack Slade» (instrumental)                                   | Terri Hendrix, Maguire, Lloyd Maines, E. Robison | 2:23         |
| 11. | «Godspeed (Sweet Dreams)»                                          | Radney Foster                                    | 4:42         |
| 12. | «Top of the World»                                                 | Griffin                                          | 6:01         |
| 13. | «Landslide» (Sheryl Crow Remix) (U.S. Deluxe Edition)              | Nicks                                            | 3:46         |
| 14. | «Travelin' Soldier» (Re-Recorded Version)(Holland Bonus Edition)   | Robinson                                         | 5:09         |
| 15. | «Top Of The World» (The Greg Collins Remix)(Holland Bonus Edition) | Griffin                                          | 5:57         |

## Позиции в чартах

### Альбом
| Чарт (2002)                       | Высшая позиция |
| --------------------------------- | -------------- |
| U.S. Billboard Top Country Albums | 1              |
| U.S. Billboard 200                | 1              |
| Canadian Albums Chart             | 2              |

## Сертификации/продажи
| Страна         | Сертификация | Продажи   |
| -------------- | ------------ | --------- |
| United States  | 6x Platinum  | 6,800,000 |
| Канада         | 3x Platinum  | 360,000   |
| Австралия      | 3x Platinum  | 210,000   |
| Великобритания | Gold         | 100,000   |
| В мире         |              | 9,000,000 |

## Награды
Грэмми
| Год  | Победитель         | Категория                                             |
| ---- | ------------------ | ----------------------------------------------------- |
| 2003 | Home               | Лучший альбом в стиле кантри                          |
| 2003 | Home               | Best Recording Package                                |
| 2003 | «Lil' Jack Slade»  | Best Country Instrumental Performance                 |
| 2003 | «Long Time Gone»   | Best Country Performance By A Duo Or Group With Vocal |
| 2005 | «Top of the World» | Лучшее выступление кантри-группы с вокалом            |

### Другие итоги и опросы
- Rhapsody — #1 on its «Country’s Best Albums of the Decade» list[11]
- Country Universe — #1 Country Album of the Decade[12]
- Country Universe — #2 on its «100 Greatest Contemporary Country Albums» List[16]
- CMT — «A Dozen Favorite Country Albums of the Decade» list[13]
- Engine 145 — #4 on its «Top Country Albums of the Decade» list[14]
- Entertainment Weekly — #6 Best Album of the Decade[15]
- Entertainment Weekly — #2 on its «25 Essential Country Albums» list[17]
- Entertainment Weekly = #85 on its «100 Best Albums from 1983—2008»[18]
- Texas Music Magazine — #1 Album of the Decade[19]
- BSC — #67 on its «Best Albums of the Decade» List[20]
- CMT — #15 on its Top 40 Greatest Country Albums[21]